# Cerapteryx poecila
Cerapteryx poecila är en fjärilsart som beskrevs av Max Wilhelm Karl Draudt 1950. Cerapteryx poecila ingår i släktet Cerapteryx och familjen nattflyn. Inga underarter finns listade i Catalogue of Life.